# Säsong 11 av Simpsons
Simpsons (säsong 11) sändes mellan 26 september 1999 och 21 maj 2000. Mike Scully var show runner för säsongen Mike Scully. Fyra avsnitt sändes som producerades för säsong 10 (AABF) produktionslinje.
Under den pågående säsongen fick serien en egen plats på Hollywood Walk of Fame vid 7021 Hollywood Boulevard den 14 januari 2000. Säsongen vann en Primetime Emmy Award för "For Programming less than One Hour", samt en Annie Award för "Outstanding Achievement in a Primetime or Late Night Animated Television Program", och en British Comedy Award för "Best International Comedy TV Show". Alf Clausen vann även under 2000 en Annie Award för "Outstanding Individual Achievement for Music in an Animated Television Production" för sitt arbete med Behind the Laughter. Även Treehouse of Horror X vann en CINE Golden Eagle Award.
Bob Beecher och Chris Ledesma var nominerad för Golden Reel Award med avsnittet Treehouse of Horror X och Wild Barts Can't Be Broken. På Prism Awards, fick avsnittet Days of Wine and D'oh'ses beröm i "Comedy Series Episode’" kategorin under 2001 för sin skildring av alkoholism och narkotika. Säsongen var också nominerad till en Blimp Award i "Favorite Cartoon" under Kids' Choice Awards, samt på Teen Choice Award i kategorin "Choice TV Show - Comedy". Säsongen blev det nästa visade showen på Fox efter Malcolm - Ett geni i familjen.

## Lista över avsnitt
| Nr i serien | Nr i säsongen | Titel                                     | Regissör                                | Författare                                                                             | Sändningsdatum    |
| --- | ------------- | ----------------------------------------- | --------------------------------------- | -------------------------------------------------------------------------------------- | ----------------- |
| 227 | 1             | "Beyond Blunderdome"                      | Steven Dean Moore                       | Mike Scully                                                                            | 26 september 1999 |
| Homer provkör en elbil och får biljetter till en förhandsvisning av en remake av Mr. Smith Goes to Washington med Mel Gibson. Homer uppskattar inte filmen och Mel Gibson tar kontakt med Homer för att förbättra den, fast inga andra har givit någon kritik. Den nya klippningen uppskattas inte alls och Homer måste fly från filmens producenter tillsammans med Mel Gibson. Gästskådespelare: Jack Burns, Marcia Wallace och Mel Gibson. |               |                                           |                                         |                                                                                        |                   |
| 228 | 2             | "Brother's Little Helper"                 | Mark Kirkland                           | George Meyer                                                                           | 3 oktober 1999    |
| Då Bart busar då brandkåren hälsar på Springfield Elementary, misstänker Skinner att Bart har ADHD. Marge och Homer övertalas att ge honom lugnade medicin, Barts beteende förändras och han blir smartare och lugnare. Medicinen visar sig ha bieffekter då Bart misstänker att Major League Baseball övervakar världen och bestämmer sig för att besöka militärbasen. Gästskådespelare: Marcia Wallace och Mark McGwire. |               |                                           |                                         |                                                                                        |                   |
| 229 | 3             | "Guess Who's Coming to Criticize Dinner?" | Nancy Kruse                             | Al Jean                                                                                | 24 oktober 1999   |
| Homer följer med skoleleverna till "Springfield Shopper" för att skriva en matrecension. Recensionen är av usel kvalité och han tar hjälp av Lisa. Då Homer får kritik för att ha gett alla godkänt betyg ändrar han stil och Lisa slutar skriva artiklarna åt honom. Homer får nya problem med att skriva recensionerna och då bestämmer sig kockarna i Springfield sig för att mörda honom under "Taste of Springfield Festival". Gästskådespelare: Edward Asner och Marcia Wallace. |               |                                           |                                         |                                                                                        |                   |
| 230 | 4             | "Treehouse of Horror X"                   | Pete Scary Spice Michels (Pete Michels) | Donick Spooky (Donick Cary), Uh, An Ogre? (Ron Hauge) & Terrifying Tim Long (Tim Long) | 31 oktober 1999   |
| Kang & Kodos håller en variety show med anledning av tioårsjubileet. I Know What You Diddily-Iddily Did - Marge kör på och dödar Ned, då familjen får reda på att någon har sett mordet blir de rädda. Det visar sig att Ned lever som en varulv. Desperately Xeeking Xena - Bart och Lisa får superkrafter under en olycka i skolan. Lucy Lawless (som Xena) blir kidnappad av den ondskefulle "Collector" och Bart och Lisa försöker frita henne. Life's A Glitch, Then You Die - Vid millennieskiftet har Homer glömt fixa Y2K-buggen på Springfields kärnkraftverk vilket leder till att hela världens datorsystem kollapsar och jorden måste utrymmas. Gästskådespelare: Dick Clark, Frank Welker, Lucy Lawless och Tom Arnold. |               |                                           |                                         |                                                                                        |                   |
| 231 | 5             | "E-I-E-I-(Annoyed Grunt)"                 | Bob Anderson                            | Ian Maxtone-Graham                                                                     | 7 november 1999   |
| Familjen ser filmen The Pook of Zorro och Homer börjar härma filmen och utmanar alla på duell, men får problem då han utmanar en sydstatsöverste. Familjen flyr då till Abes gamla bondgård och blir bönder, men ingenting växer där tills Homer bestämmer sig för att hälla ut plutonium i marken och ""tomacco" framställs, en blandning mellan tomat och tobak. Gästskådespelare: Frank Welker, Marcia Wallace och The B-52's. |               |                                           |                                         |                                                                                        |                   |
| 232 | 6             | "Hello Gutter, Hello Fadder"              | Mike B. Anderson                        | Al Jean                                                                                | 14 november 1999  |
| Homer försover sig rejält, och på väg hem från jobbet lurar han familjen och går och bowlar en perfekt 300 och blir berömd. Då han inser att hans berömmelse bara är tillfällig bestämmer han sig för att ta sitt liv men misslyckas och bestämmer sig då för att tillbringa mer tid med sin barn. Gästskådespelare: Marcia Wallace, Nancy O'Dell, Pat O'Brien, Penn Jillette, Ron Howard och Teller. |               |                                           |                                         |                                                                                        |                   |
| 233 | 7             | "Eight Misbehavin'"                       | Steven Dean Moore                       | Matt Selman                                                                            | 21 november 1999  |
| Apu och Manjula försöker skaffa barn men får problem och tar fertilitetspiller. Apu och Manjula blir föräldrar till åtta bebisar och blir berömda tills en annan familj får nio bebisar. Apu och Manjula orkar inte med barnen och får ett lockande erbjudande att flytta till en bur på Zoo. Gästskådespelare: Butch Patrick, Frank Welker, Garry Marshall, Jan Hooks och Marcia Wallace. |               |                                           |                                         |                                                                                        |                   |
| 234 | 8             | "Take My Wife, Sleaze"                    | Neil Affleck                            | John Swartzwelder                                                                      | 28 november 1999  |
| Familjen besöker 50-talsrestaurangen Greasers Cafe där Homer vinner en Harley-Davidson. Han bildar gänget "Hell's Satans" men sina vänner men får problem då han möter ett annat motorcykelgäng som heter "Hell's Satans". Det första Hell's Satans-gänget stannar hos familjen Simpsons men lämnar dem efter en tag men tar med sig Marge. Gästskådespelare: Henry Winkler, Jan Hooks, Jay North, Marcia Wallace, John Goodman och NRBQ. |               |                                           |                                         |                                                                                        |                   |
| 235 | 9             | "Grift of the Magi"                       | Matthew Nastuk                          | Tom Martin                                                                             | 19 december 1999  |
| Bart skadar sin svanskota och tvingas sitta i rullstol och Springfield Elementary tvingas skaffa rullstolsramper och anlitar Fat Tony. Då byggandet blir för dyrt för skolan tvingas de stänga och företaget "Kid First Industries" tar över skolan. De använder i hemlighet barnen till produktutveckling för att få dem att uppfinna världens bästa leksak. Lisa uppskattar inte företagets nya sätt att undervisa eleverna och upptäcker att de spionerar på barnen men får svårt att hitta bevis. Gästskådespelare: Clarence Clemon, Gary Coleman, Joe Mantegna, Marcia Wallace och Tim Robbins. |               |                                           |                                         |                                                                                        |                   |
| 236 | 10            | "Little Big Mom"                          | Mark Kirkland                           | Carolyn Omine                                                                          | 9 januari 2000    |
| Familjen besöker Mount Embolism där de åker skidor, men då Marge bryter benet i stugan får hon bo på sjukhuset och Lisa tar hand om huset. Lisa försöker får de andra i huset att utföra hushållssysslor men misslyckas, så hon bestämmer sig för att få dem att tro att de har lepra. Gästskådespelare: Elwood Edwards och Marcia Wallace. |               |                                           |                                         |                                                                                        |                   |
| 237 | 11            | "Faith Off"                               | Nancy Kruse                             | Frank Mula                                                                             | 16 januari 2000   |
| Homer besöker sitt gamla college och en hink fastnar på hans huvud. Med hjälp av Brother Faith lyckas Bart få loss hinken och han tror sig ha krafter han fått av Gud. Han börjar utföra mirakel, men upptäcker att han kanske inte har de krafter han trodde han hade, men tvingas ändå hjälpa till att läka idrottaren Lubchenkos ben. Gästskådespelare: Don Cheadle, Joe Mantegna och Marcia Wallace. |               |                                           |                                         |                                                                                        |                   |
| 238 | 12            | "The Mansion Family"                      | Michael Polcino                         | John Swartzwelder                                                                      | 23 januari 2000   |
| Det är dags för "Springfield Pride Awards" och Mr. Burns blir utsedd till den äldsta mannen i Springfield sedan Cornelius Chapman har avlidit och bestämmer sig för att åka på hälsokontroll. Familjen Simpson utses till att vakta huset. Medan Lisa och Marge försöker hålla huset snyggt bestämmer sig Homer och Bart för att låna Mr. Burns lustjakt. Gästskådespelare: Britney Spears. |               |                                           |                                         |                                                                                        |                   |
| 239 | 13            | "Saddlesore Galactica"                    | Lance Kramer                            | Tim Long                                                                               | 6 februari 2000   |
| Familjen besöker State Fair, där musikgruppen från Springfield Elementary deltar i musiktävlingen, Lisa blir arg på domarna som hon anser utsåg fel vinnare i tävlingen och skriver ett brev till Bill Clinton. Där tar också familjen hand om hästen Duncan som börjar tävla under ledning av Bart och Homer under namnet Furious D men de är inte populära bland de andra jockeyarna. Gästskådespelare: Bachman-Turner Overdrive, C F. Turner och Jim Cummings. |               |                                           |                                         |                                                                                        |                   |
| 240 | 14            | "Alone Again, Natura-Diddily"             | Jim Reardon                             | Ian Maxtone-Graham                                                                     | 13 februari 2000  |
| Familjen besöker "Springfield Nature Preserve" där de upptäcker att man byggt en racingbana mitt i skogen. Familjen sätter sig i publiken där de träffar familjen Flanders, och ett misstag av Homer leder till att Maude dör. Ned blir ledsen och Homer försöker hitta en ny maka till Ned. Gästskådespelare: Frank Welker, Marcia Wallace och Shawn Colvin. |               |                                           |                                         |                                                                                        |                   |
| 241 | 15            | "Missionary: Impossible"                  | Steven Dean Moore                       | Ron Hauge                                                                              | 20 februari 2000  |
| För att få PBS att fortsätta sända låtsas Homer skänka 10 000 dollar till dem. Då de får reda på att han har lurats besöker han pastor Lovejoy som skickar iväg honom på ett missionärsuppdrag i Mikronesien. Homer upptäcker att de inte har några moderna bekvämligheter där och bestämmer sig för att förändra det. Gästskådespelare: Betty White. |               |                                           |                                         |                                                                                        |                   |
| 242 | 16            | "Pygmoelian"                              | Mark Kirkland                           | Larry Doyle                                                                            | 27 februari 2000  |
| Familjen tvingas besöka Duff Days där Moe blir vinnare i en tävling för bartenders. Då han ser vinnarporträttet i "Duff Calender" upptäcker han att han är ful och skönhetsopererar sig. Han försöker senare hämnas på alla som gjort honom ledsen och får en roll i TV-såpan "It Never Ends". Han blir berömd men blir arg på TV-produktionen som planerar att döda hans rollfigur "Dr. Tad Winslow" och tar hjälp av Homer. Gästskådespelare: Marcia Wallace. |               |                                           |                                         |                                                                                        |                   |
| 243 | 17            | "Bart to the Future"                      | Michael Marcantel                       | Dan Greaney                                                                            | 19 mars 2000      |
| Familjen besöker indiankasinot Caesar's Pow-Wow, där Bart får reda på sin framtid, att han är musikartist med Ralph och Lisa är USA:s president. Bart flyttar in till Vita huset med resten av familjen och förstör för Lisa. |               |                                           |                                         |                                                                                        |                   |
| 244 | 18            | "Days of Wine and D'oh'ses"               | Neil Affleck                            | Dan Castellaneta & Deb Lacusta                                                         | 9 april 2000      |
| Homer tar hand om en gammal staty från Hawaiirestaurangen. Barney bestämmer sig för att sluta dricka och flyga helikopter och Homer blir det nya fyllot på Moe's Tavern. Bart och Lisa försöker vinna fototävlingen som telefonkatalogen anordnar. Gästskådespelare: Marcia Wallace. |               |                                           |                                         |                                                                                        |                   |
| 245 | 19            | "Kill the Alligator and Run"              | Jen Kamerman                            | John Swartzwelder                                                                      | 30 april 2000     |
| Homer blir tokig då han förstår att han snart kommer att dö och måste vila upp sig, så familjen åker till Florida mitt under Spring break. Istället för lugn och ro festar Homer och då familjen dödar krodilen Captain Jack, måste familjen rymma från polisen. Gästskådespelare: Charlie Rose, Diedrich Bader, Joe C., Kid Rock och Robert Evans. |               |                                           |                                         |                                                                                        |                   |
| 246 | 20            | "Last Tap Dance in Springfield"           | Nancy Kruse                             | Julie Thacker                                                                          | 7 maj 2000        |
| Homer behöver glasögon och familjen besöker Springfield Mall där Lisa ser en film där nörden Lisabella i huvudrollen dansar. Lisa börjar på dansskolan Lil' Vicki Valentine's där hon lär sig att steppa, men det går inte bra för henne och hon får inte delta i musikalen som ska spelas. Men hon får hjälp av Professor Frink. Bart och Milhouse ska på läger men övernattar i Springfield Mall där de lever rövare men får problem då de får ett levande lejon efter sig. Gästskådespelare: Frank Welker. |               |                                           |                                         |                                                                                        |                   |
| 247 | 21            | "It's a Mad, Mad, Mad, Mad Marge"         | Steven Dean Moore                       | Larry Doyle                                                                            | 14 maj 2000       |
| Otto ska gifta sig och bröllopet äger rum hos familjen Simpsons men han lämnar sin flickvän Becky för rockbandet Cyanide under bröllopet. Familjen Simpsons låter då Becky bo hos dem en period, men Marge blir orolig över att Becky kommer sno Homer och försöker få fram bevis mot henne men anses sinnessjuk. Eleverna i Springfield Elementary får i uppdrag att göra en film. Gästskådespelare: Marcia Wallace och Parker Posey. |               |                                           |                                         |                                                                                        |                   |
| 248 | 22            | "Behind the Laughter"                     | Mark Kirkland                           | George Meyer, Matt Selman, Mike Scully & Tim Long                                      | 21 maj 2000       |
| Avsnitt är en dokumentär om Simpsons där man får reda på hur serien skapades, hur de lever utanför serien, deras solokarriärer och familjens stora kris. Gästskådespelare: Gary Coleman, Jim Forbes, Marcia Wallace, Stephen Hawking och Willie Nelson |               |                                           |                                         |                                                                                        |                   |

## Hemvideoutgivningar
DVD:n släpptes som en boxset i USA och Kanada den 7 oktober 2008, i Storbritannien den 6 oktober samma år, i Australien och Sverige den 5 november det året.
Liksom föregående säsong släpptes DVD-boxen i två versioner, en "Collector's Edition" med ett plastfodral föreställande clownen Krustys ansikte samt en standardbox.
Till skillnad från de tidigare Collector's Edition-förpackningarna, som varit ett avtagbart plastansikte, utkom denna gång en kartongbox. Båda versionerna är inte längre i form av digipack utan är ett utdragbart fodral, utformat som ett dragspel. Den största skillnaden för olika landsutgåvor är språkvalen.
| The Complete Eleventh Season (Region 1), DVD | | | | |
| Detaljer | Detaljer | Detaljer | Detaljer | Extra material |
| - Format: 4:3 - Språk: - Engelska - Spanska - Franska - Språkval för Beyond Blunderdome (Italienska, brasiliansk portugisiska, tjeckiska, tyska) | - Format: 4:3 - Språk: - Engelska - Spanska - Franska - Språkval för Beyond Blunderdome (Italienska, brasiliansk portugisiska, tjeckiska, tyska) | - Format: 4:3 - Språk: - Engelska - Spanska - Franska - Språkval för Beyond Blunderdome (Italienska, brasiliansk portugisiska, tjeckiska, tyska) | - Format: 4:3 - Språk: - Engelska - Spanska - Franska - Språkval för Beyond Blunderdome (Italienska, brasiliansk portugisiska, tjeckiska, tyska) | - Kommentarer som tillval för 22 avsnitt - Introduktion av Matt Groening - Borttagna kommentarer med kommentarer som tillval - "The Many Faces of Krusty" - "A Star on Hollywood Boulevard" - "And Then There Were Menus" - Sketchgallery - Animationer |